# Herophydrus reticulatus
Herophydrus reticulatus är en skalbaggsart som beskrevs av Pederzani och Rocchi 2009. Herophydrus reticulatus ingår i släktet Herophydrus och familjen dykare. Inga underarter finns listade i Catalogue of Life.